# زمان‌بندی (فرایندهای تولید)
زمان‌بندی (انگلیسی: Scheduling) فرایند تنظیم، کنترل و بهینه‌سازی کارها، در یک فرایند تولید یا فرایند ساخت می‌باشد. ابزار زمان‌بندی اغلب در زمینه‌های تخصیص منابع، بکارگیری تأسیسات و ماشین‌آلات، برنامه‌ریزی منابع انسانی، برنامه‌ریزی فرایندهای تولید، تأمین کالا و خریداری مواد اولیه، مورد استفاده قرار می‌گیرد. برنامه زمان‌بندی بعنوان یکی از ابزارهای مهم در حوزه‌های مهندسی و ساخت شناخته می‌شود، که می‌تواند تأثیر عمده‌ای بر بهره‌وری یک فرایند داشته باشد. در زمینه ساخت، هدف از زمان‌بندی، به حداقل رساندن زمان (مدت زمان ساخت) و هزینه‌های تولید می‌باشد. زمان‌بندی در بخش تولید، با هدف حداکثرسازی بهره‌وری عملیاتی و کاهش هزینه‌های تولید، انجام می‌گیرد.